# フランチェスコ・グリフォ
フランチェスコ・グリフォ（Francesco Griffo、1450年–1518年）は、15世紀イタリアの活字製作者（活字父型彫刻師）、書体デザイナーである。フランチェスコ・ダ・ボローニャとも呼ばれる。主にアルドゥス・マヌティウスのアルド印刷所で働き、最初のイタリック体をはじめとする同印刷所の重要な活字書体の大部分を製作した。

## 生涯

### 出生からパドヴァ時代
グリフォは、1450年ごろ金細工師チェーザレの息子としてボローニャに生まれた。金細工師として有能な活字鋳造者であったグリフォは早いうちに故郷を離れ、遅くとも1476年6月にはパドヴァに住んでいた。彼はここで1474年から1480年にかけて、雇い主ピエール・モーファーのために2種類の活字父型をデザインし彫ったとされる。これらの活字は1470年のニコラ・ジャンソンの活字をモデルにしていた。

### ヴェネツィア時代

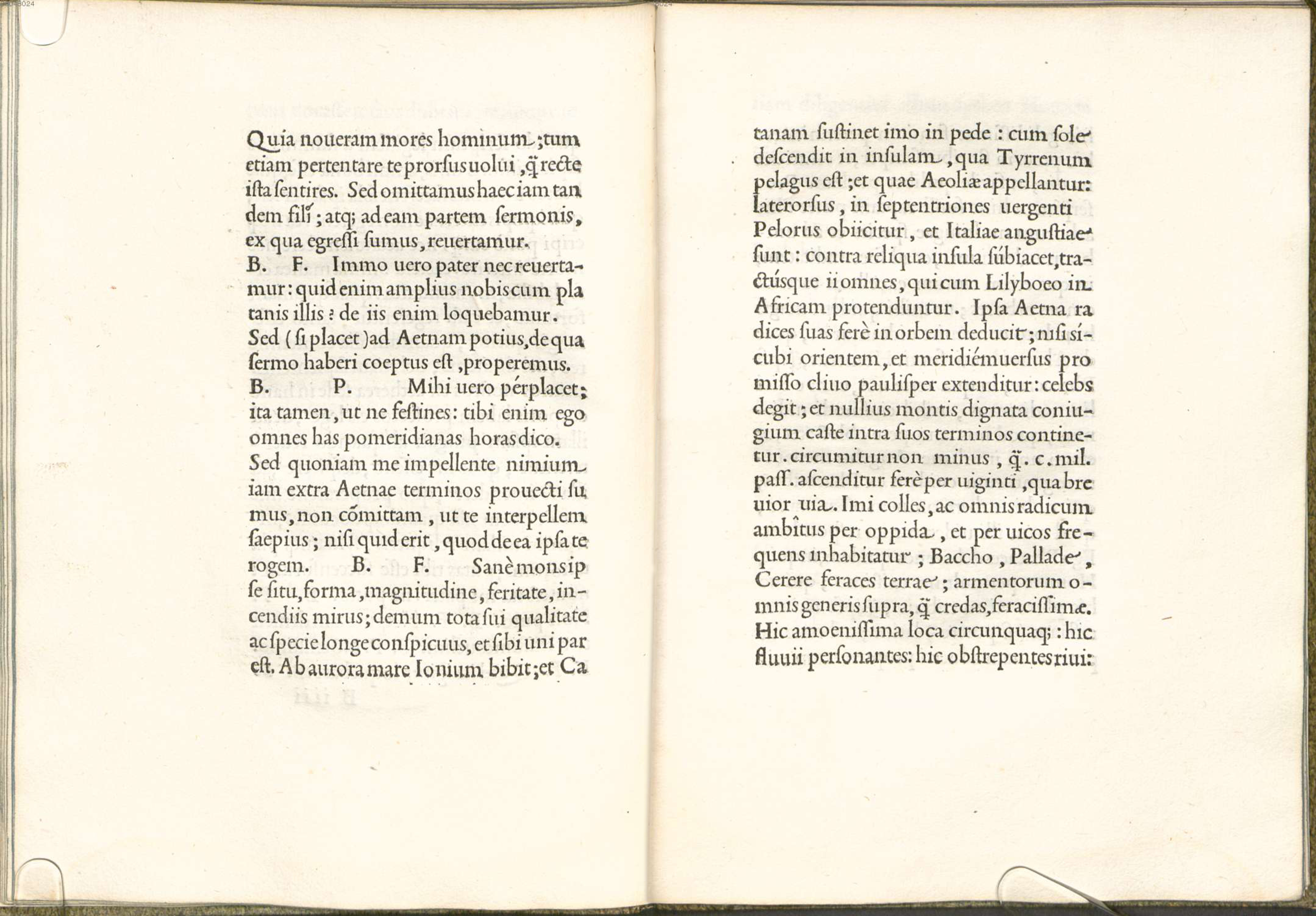
De Aetna（1496年）

グリフォは1470年代中ごろから、ヴェネツィアとの仕事上のつながりを持っていたと考えられる。15世紀の印刷・出版史において極めて重要な場所であるこの街の、高度な専門性や激しい出版競争の最中においても、グリフォの経験と技術は際立っていた。1490年代初頭まで彼がヴェネツィアのどの印刷所で働いていたかはわかっていないが、1475年にフランクフルトの商人ヨハン・ラウフファス（Johan Rauchfass）がジャンソンのローマン体を複製するために雇った「Franciscus de Bononia quondam Caesaris aurifex」（「かつてチェーザレの金細工師だったフランチェスコ・ダ・ボローニャ」の意）の正体がグリフォであったことは確かである。1480年代には、ヴェネツィア有数の出版人であったグレゴーリオ兄弟に2種類のローマン体活字を提供しており、R.オロッコはこの活字がニコラ・ジャンソンのローマン体に酷似しているとする。その場合、1480年に死去したジャンソンから活字関係の機材を引き継いでいたアーゾラのアンドレア・トッレザーニのもとをグリフォが訪れていた可能性もある。
その後グリフォは、1494年から出版活動を始めていたアルドゥス・マヌティウスのアルド印刷所に入り、最初のイタリック体をはじめとする同印刷所の重要な書体の大部分、ローマン体活字、ギリシア語活字、ヘブライ語活字を製作した。マヌティウスは1501年に出版したウェルギリウス『牧歌』の序文において、「ギリシア語とラテン語の活字を彫るフランチェスコ・ダ・ボローニャの高い技術力」とグリフォの仕事を公に認め、賞賛している。しかし同年、マヌティウスがヴェネツィア共和国元老院の認可を得て、グリフォの彫ったイタリック体の印刷とギリシア語著作の出版を10年間独占する特権を得たことで、グリフォとの不和が生じた。自らの活字をアルド印刷所以外の印刷所にも提供していたグリフォは、この出来事によってヴェネツィア国内の出版業者や印刷業者との交渉力を失うこととなったためである。自分が搾取されたことに失望したグリフォは、1502年の冬にヴェネツィアを離れた。

### ファーノ時代から晩年
グリフォは、彼と同様にアルドゥス・マヌティウスと対立してヴェネツィアを去り、ウルビーノ公国ファーノにおいて一族でヘブライ語の印刷会社を経営していたゲルショム・ソンチーノの下で働くことになる。ソンチーノがファーノに滞在していた1502年から1507年にかけて、グリフォは第2のイタリック体活字を製作する。これはソンチーノが人文主義者のロレンツォ・アステミオとともに計画していた八折り判のシリーズのために製作したもので、合字を減らしたデザインであった。その後1511年から1513年にかけては、フォソンブローネのオッタヴィアーノ・ペトルッチやヴェネツィアのBernardino Giolito de Ferrari（Stagninoとして知られる）のもとで働いていたが、1512年にはペルージャに定住した。
1516年の秋にはグリフォはボローニャに戻り、そこで出版業を始めた。彼は持ち前の活字製作技術を活かして、ラテン語と現地語の八折り判テキストを次々と出版していった。マヌティウスやソンチーノのおかげでヨーロッパ中の読者に知られていたこれらの本を、グリフォは非常に小さなイタリック体を用いて出版したのである。しかし1518年、グリフォは義理の息子（娘カテリーナの夫であるクリストフォロ・デ・リシア）を鉄の棒で殴り殺したという容疑で起訴された。1899年にボローニャ国立公文書館で発見されたこの裁判に関する文書が、歴史上残っているグリフォの最後の記録である。この裁判でグリフォがどのような判決を受けたかを示す資料は残っていないが、当時のボローニャで殺人罪は死刑であったため、その後彼は処刑されたものと推測されている。

## 活字

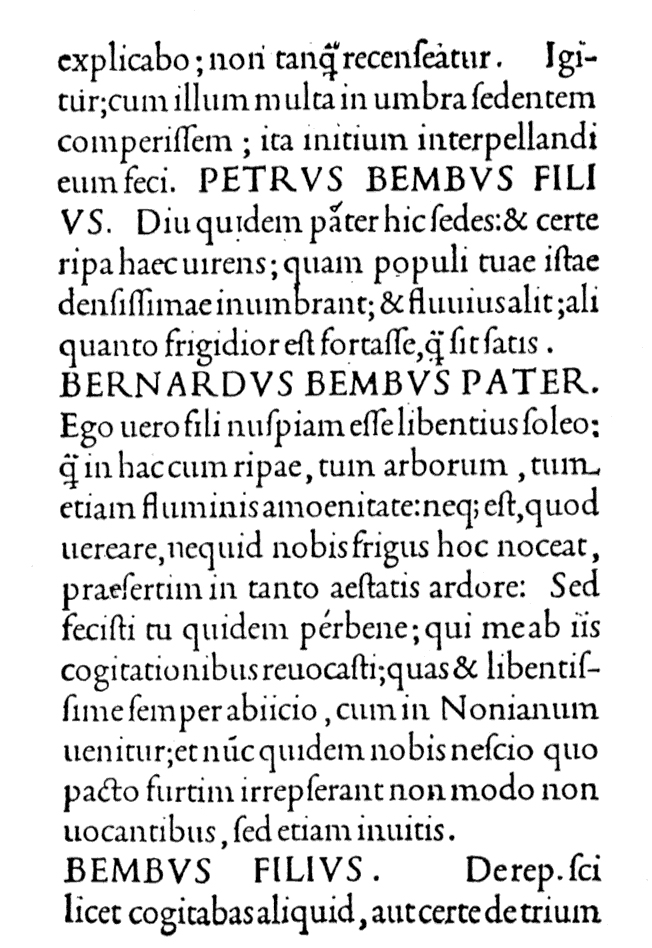
De Aetna（1496年、アルド印刷所）より

### ローマン体活字
グリフォはアルド印刷所で、5種類のローマン体活字を作成した。中でも1496年出版の『De Aetna』で初めて使われた書体は、印刷史・書体史上極めて重要なローマン体であり、いわゆる「オールド・ローマン体」の成立を決定づけるものとなった。これ以前には、フランス人のニコラ・ジャンソンがヴェネツィアでエウセビオス（1470年）の出版に初めて使用した有名なローマン体があった。しかしグリフォのローマン体には、ジャンソンのローマン体には見られなかった抽象化、すなわち個人的な書風の抑制が見られ、これがその後何世紀にもわたるローマン体のモデルとなる。フィリップ・B・メッグスは『グラフィックデザインの歴史 A History of Graphic Design』の中で、「グリフォはカロリング朝以前のスクリプトを研究し、ジャンソンのデザインよりも芸術性は低いがより本物に近いローマン体を生み出した」と書いている。ただし、ジャンソンのローマン体がすぐに称賛され模倣されたのとは異なり、グリフォのローマン体の革新性が十分に評価されるまでには30年以上の歳月がかかった。

### ギリシア語活字

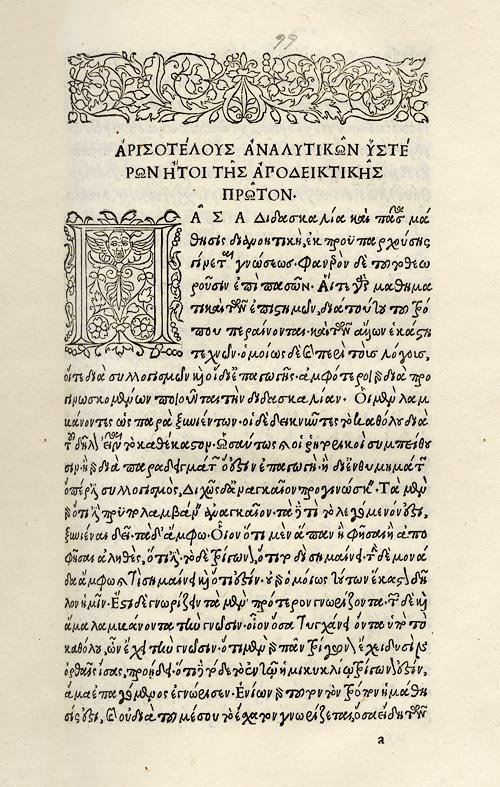
アリストテレス（1495–98年、アルド印刷所）

グリフォはアルド印刷所で、4種類のギリシア語活字を作成した。アルド印刷所で働き始めて間もないころ、グリフォは1465年にヴェネツィアに来ていたビザンチン学者・書家のイマヌエル・リュソタス（Immanuel Rhusotas）の手書き文字を参考にしてギリシア語の活字を彫った。文字だけでなくアクセント、句読点のために大量の父型を彫り、さらにリュソタスの文字の個性的な合字も再現したという。アルド印刷所が新しいギリシア語活字で印刷した最初の作品はコンスタンティノス・ラスカリス（文献学者）のErotemataであり、その際にマヌティウスはこの活字の特許を正式に申請している。その後短命に終わった2番目の活字（1496年）を経て、リュソタスの影響から離れて、アルド印刷所でギリシア語文献の編集、出版を監修していたマルコス・ムスロスの文字の要素を取り入れたと思われる3番目の活字を、グリフォは1499年に製作した。この活字は特に大きな影響力を持ち、その後ヨーロッパ中で模倣された。1501年ないし1502年には、マヌティウス自身の筆跡を参考にしつつ、イタリック体に合わせてより小さくデザインされた4番目の活字を製作した。グリフォが製作したギリシア語活字は、複雑なアクセントおよび気息記号や多様な連字、縮約文字などを含み、ギリシア語写本を正確かつ完全に印刷で再現可能にした最初の活字であるとされる。

### イタリック体活字
アルド印刷所でローマン体活字、ギリシア語活字を製作してから数年後、グリフォは最初のイタリック体活字を彫った。歴史上初めてイタリック体を金属活字として鋳造したのが、グリフォとアルド印刷所であるとされる。この活字は、「チャンサリー・カーシブ」（イタリア語: cancelleresca corsiva、英語: chancery cursiveまたはchancery hand。チャンサリー・イタリック、チャンサリー・バスタルダとも）をモデルにしている。チャンサリー・カーシブとは、ローマ教皇庁に勤める書記官が様式化したルネサンス期の書法（「チャンサリー」は教皇庁と教会とをむすぶ通信機関である「教皇庁尚書院」のこと）である。文字が非常に細く右に傾いているので、ヒューマニスト書体を速く書くのに適しており、当時人文主義者らの間でも人気があった。1455年ごろからルネサンス期に活躍したパドヴァ人スクライブのバルトロメオ・サンヴィート（1433-1511）がマヌティウスに、チャンサリー・カーシブの手書き文字のモデルと小型サイズの古典シリーズのアイデアを提供した可能性が高い。マヌティウスが1514年にピエトロ・ベンボに献呈したウェルギリウスの序文において、ベルナルド・ベンボの蔵書から着想を得て当該小型本を作成した旨が示唆されているが、ベルナルド・ベンボがマヌティウスに貸し出した本の中には1485年および1497年にサンヴィートが書き写したホラティウスの著作集とキケロの『義務について』が含まれていたと考えられるためである。

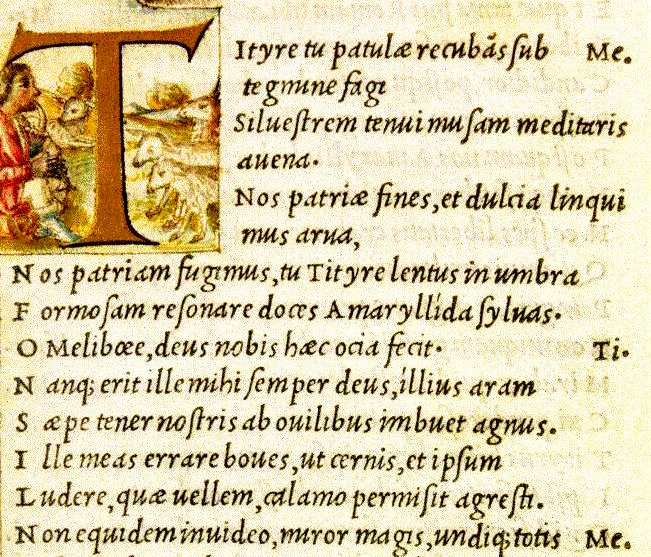
ウェルギリウス（1501年、アルド印刷所）

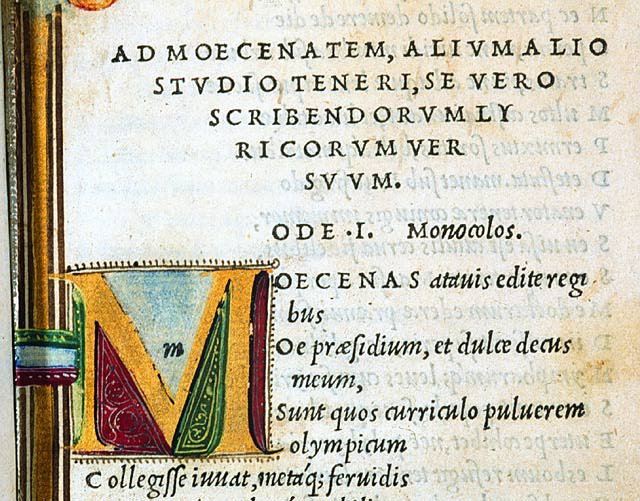
ホラティウス『作品集』（1501年、アルド印刷所）

グリフォが製作したこのイタリック体では「チャンサリー・カーシブ」の最大の特徴である「筆記による傾斜」が小文字にのみ採用され、大文字は直立したローマン体のままであった。
アルド印刷所でこのイタリック体が本格的に用いられたのは、1501年出版のウェルギリウス『作品集』においてである。マヌティウスは前述のように、同年出版されたウェルギリウス『牧歌』の序文においてグリフォの仕事を公に認め賞賛したが、一方でそのアイデア自体は自分のものだと主張した。そして同年、マヌティウスがグリフォの彫ったイタリック体の10年間の独占使用権を得たことが原因となって、グリフォはアルド印刷所を去ることになった。
ファーノのソンチーノの元で、グリフォは2番目のイタリック体活字を製作する。この新しいイタリック体は1503年にペトラルカの『Opere volgari』の印刷で初めて使用された。また、1512年にBernardino Stagninoが出版した『Opere del divino poeta Danthe』では、本文用の約12ポイントのイタリック体と、注釈用のより小さなイタリック体の2種類が使用されており、前者はグリフォが1503年に製作した2番目のイタリック体と同一のものである。Stagninoはこの書体を他の出版物でも使用した。一方後者は9ポイントのサイズで彫られ、この時点までのグリフォの活字の中では最も小さかった。
1516年にボローニャで自らの印刷所を立ち上げた後にも、グリフォはイタリック体活字を製作している。1516年秋のペトラルカ『歌曲集』およびそれに続く非常に小さなサイズの古典作品を印刷するために、グリフォはこれまでよりもさらに小さい6ポイントの新しいイタリック体活字を彫った。

## 影響
グリフォが製作した書体、活字が後世に与えた影響は極めて大きく、特にアルド印刷所時代にデザインしたローマン体およびイタリック体は、現代も使用されるフォントの基礎となっている。
1530年ごろから、ヴェネツィアに代わりタイポグラフィ芸術の中心地となったパリでは、ヴェネツィアのローマン体、特にグリフォの『De Aetna』の書体をベースとした、新しく洗練されたスタイルが花開いた。16世紀フランスの書体デザイナー、クロード・ギャラモンは、印刷人シモン・ド・コリーヌ（Simon de Colines、1470-1546）とともにアルド印刷所の出版物に使用された活字を分析し、グリフォの書体をフランス語に適合させた活字を製作した。なお、フランスの印刷人Firmin Didotは1806年にパリで出版したウェルギリウスの注釈において、ギャラモンはグリフォの活字を様々な大きさでコピーしたに過ぎないと指摘している。完成した活字はコリーヌの義理の息子ロベール・エティエンヌの手になる印刷物の多くに使用され、ギャラモンの死後は各地に流れて影響を与えた。フランスに入ってから「イタリック」（「イタリアの」の意）と呼ばれるようになったグリフォのイタリック体をさらに洗練させたロベール・グランジョン（1513-1589）や、ギャラモンの影響下で17世紀に活字書体を作成したジャン・ジャノン（1580-1658）の書体とともに、現代では代表的なセリフ体となっている「Garamond」の基となった。

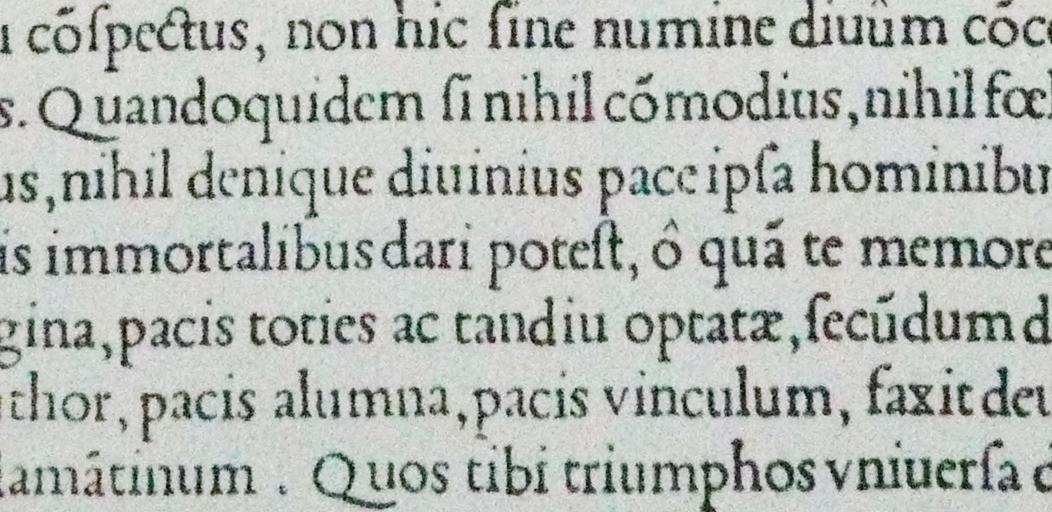
クロード・ギャラモンによる初期の書体（Illustrissimae Galliarum Reginae Helianorae、ロベール・エティエンヌ、1531年）

フランス以外でも、オランダやイギリスなどで17世紀以降グリフォの活字は影響力を持った。また、20世紀に入ってからイギリスのタイポグラファーであるスタンレー・モリソン（1889-1967）が復刻した「Bembo」（1929年）や、彼の働きかけを受けてヴェローナのジョヴァンニ・マーダーシュタイク（1892-1977）が復刻した「Griffo」「Dante」、スウェーデンの書体デザイナー、フランコ・ルイン（1941-2005）の「Griffo Classico」（1993年）、マシュー・カーターの「Yale」といった書体も、グリフォの活字がモデルとなっている。

## 出版物
フランチェスコ・グリフォがボローニャで出版した版。Francesco Griffo da Bologna: Fragments & glimpses: a compendium of information & opinions about his life and work より引用。
- Canzoniere et triomphi di messer Francesco Petrarcha 、1516年9月20日
- Archadia del Sannazaro 、1516年10月3日
- Gli Asolani di Messer Pietro Bembo、1516年10月30日。
- Labirinto d amore de Messer Giovanni Bocaccio nomato il Corbaccio 、1516年12月9日
- M. Tull. Ciceronis Epistolae familiares accuratius recognitae,、1516年12月20日
- Volerii Maximi dictorum et factorum memorabilium libri nouem 、1517年1月24日